# Rhein-Nahe-Eisenbahn-Gesellschaft
Die 1856 gegründete Rhein-Nahe-Eisenbahn-Gesellschaft (RNE) in Bad Kreuznach verfolgte das Ziel, eine direkte Verbindung von den Steinkohlegruben des Saargebietes zum Rhein bei Bingen herzustellen, wobei diese weitgehend dem Nahetal folgte. Mit Bau und Betrieb der Bahn, der heutigen Nahetalbahn, wurde der preußische Staat beauftragt. Dieser schloss Verträge mit der Landgrafschaft Hessen-Homburg und dem oldenburgischen Fürstentum Birkenfeld, da einige Teilstrecken deren Territorium berührten.
Die Bahn wurde in drei Etappen eröffnet:
- 15. Juli 1858 Bingerbrück (heute: Bingen (Rhein) Hauptbahnhof)–Bad Kreuznach – 16 Kilometer
- 15. Dezember 1859 Bad Kreuznach–(Idar-) Oberstein – 52 Kilometer
- 26. Mai 1860 Oberstein–Türkismühle–Neunkirchen – 53 Kilometer.

In Neunkirchen (Saar) bestand Anschluss an die staatliche „Saarbrücker Eisenbahn“.
Hinzu kam noch ein Trajekt von Bingerbrück nach Rüdesheim am rechten Rheinufer.
Die insgesamt 121 Kilometer lange Strecke bezeichnet Arthur von Mayer als „die theuerste Bahn Deutschlands, was sich aus den unendlich schwierigen Bauarbeiten erklärt“, die eine große Anzahl von Tunnels, Brücken, Dämmen und Einschnitten umfassten.
Da auch der Personenverkehr, der lediglich zu den Kurorten Kreuznach und Münster am Stein lebhaft war,  nicht die Erwartungen der Erbauer erfüllte, konnte zu keiner Zeit eine Dividende an die Aktionäre gezahlt werden.
Der Bahnhof  Birkenfeld im Nahetal lag fünf Kilometer von der Hauptstadt des Fürstentums Birkenfeld  entfernt. Daher baute die RNE auf Kosten der Stadt Birkenfeld eine Eisenbahn von der in Neubrücke umbenannten Station zur Stadt und übernahm auch die Betriebsführung der Birkenfelder Eisenbahn, die am 15. Oktober 1880 eröffnet wurde.
Wegen der großen strategischen Bedeutung der Strecke, die um ein zweites Gleis erweitert werden sollte, erwarb der Preußische Staat die Bahn mit Wirkung vom 1. April 1881. Die RNE wurde aufgelöst.